# Abri de la Madeleine
Pour les articles homonymes, voir Grotte de la Madeleine (homonymie).
L'abri de la Madeleine ou grotte de la Madeleine est un abri sous roche situé dans la commune de Tursac en Dordogne, dans la vallée de la Vézère, qui est principalement connu en tant que gisement archéologique paléolithique.
Il est l'un des quinze « sites préhistoriques et grottes ornées de la vallée de la Vézère » inscrits au patrimoine mondial de l'UNESCO depuis 1979.

## Gisement préhistorique

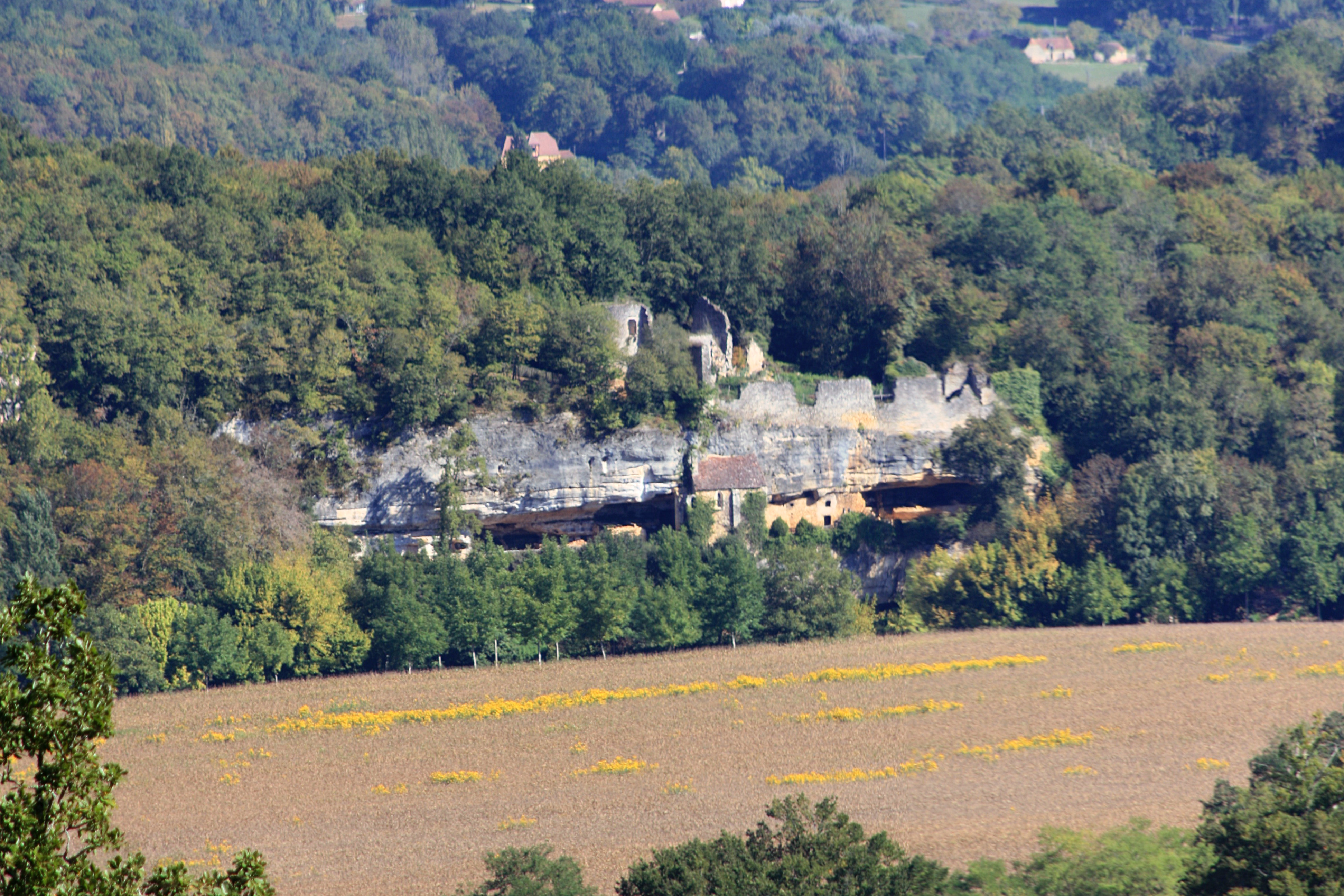
Vue générale du site de la Madeleine.

L'abri sous roche de la Madeleine est le site éponyme du Magdalénien ; il a livré de très nombreux objets d'art mobilier de la fin du Paléolithique supérieur. Les fouilles principales sont menées par Édouard Lartet et Henry Christy (1863-1865), Denis Peyrony (1910-1913, 1926) et les plus récentes par Jean-Marc Bouvier (1968-1988).
En mai 1864, lors d'une excursion privée conduite par Lartet à la demande et en présence des paléontologistes Édouard de Verneuil et Hugh Falconer, sont découverts cinq fragments d'une écaille d'ivoire de défense fossile sur lequel est gravé un mammouth, éléphant éteint depuis quelques milliers d'années. Il « appartient sans conteste à notre mémoire scientifique collective. Depuis 1865, il n’est quasiment pas un ouvrage de vulgarisation ou un traité de préhistoire qui ne mentionne son existence ». Il apporte en effet la confirmation décisive de la théorie de Jacques Boucher de Perthes, la contemporanéité de l'Homme et d'espèces animales disparues « antédiluviennes », et acquiert sa notoriété auprès de grand public lorsqu'il est présenté dans une des vitrines consacrées à la préhistoire lors de l'Exposition universelle de 1867.
Il a également livré une sépulture d'enfant âgé de deux à quatre ans, datée de 10 190 ± 100 ans BP (soit 9990-10390 cal BP) et accompagnée d'une très riche parure en coquillage (900 dentales, 160 Neritina, 20 Cyclope et 36 Turritella). Si la datation correspond plutôt à l'Azilien, le mobilier funéraire s’enracine toutefois dans le monde magdalénien.
Classé au titre des monuments historiques par arrêté du 22 octobre 1956[réf. nécessaire], il fait partie des quinze « sites préhistoriques et grottes ornées de la vallée de la Vézère » inscrits au Patrimoine mondial de l'Unesco depuis 1979.

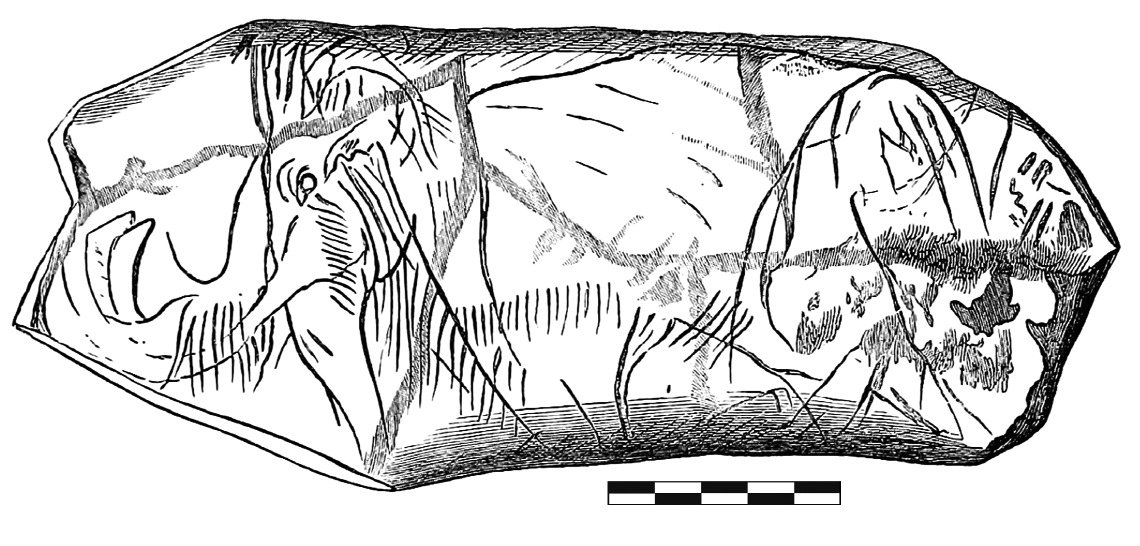
Mammouth gravé sur ivoire (Relevé Charles Rau[Note 2], 1876).

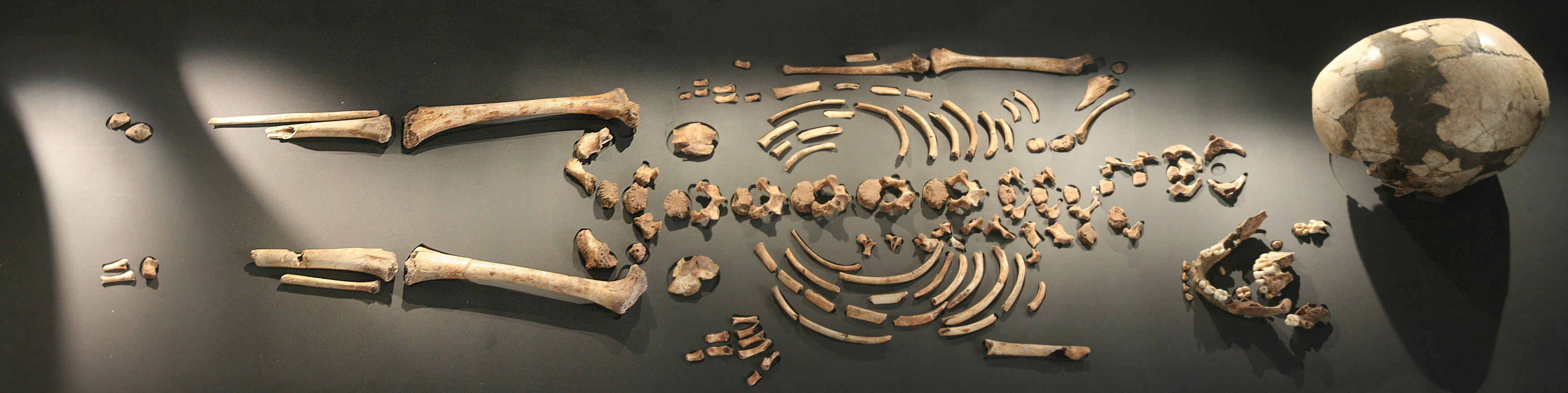
« L'enfant de la Madeleine ».
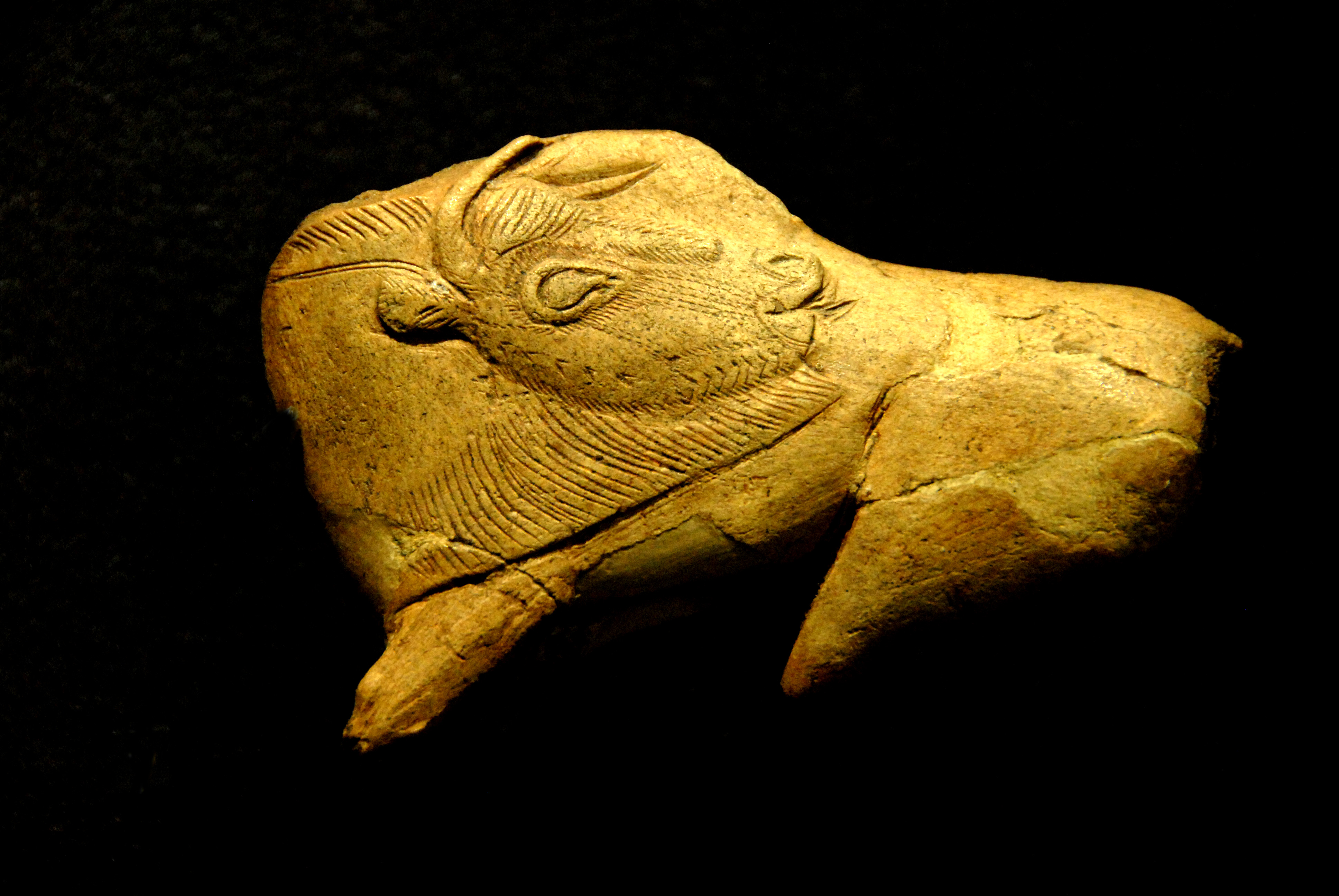
Propulseur du « bison se léchant », bois de renne.
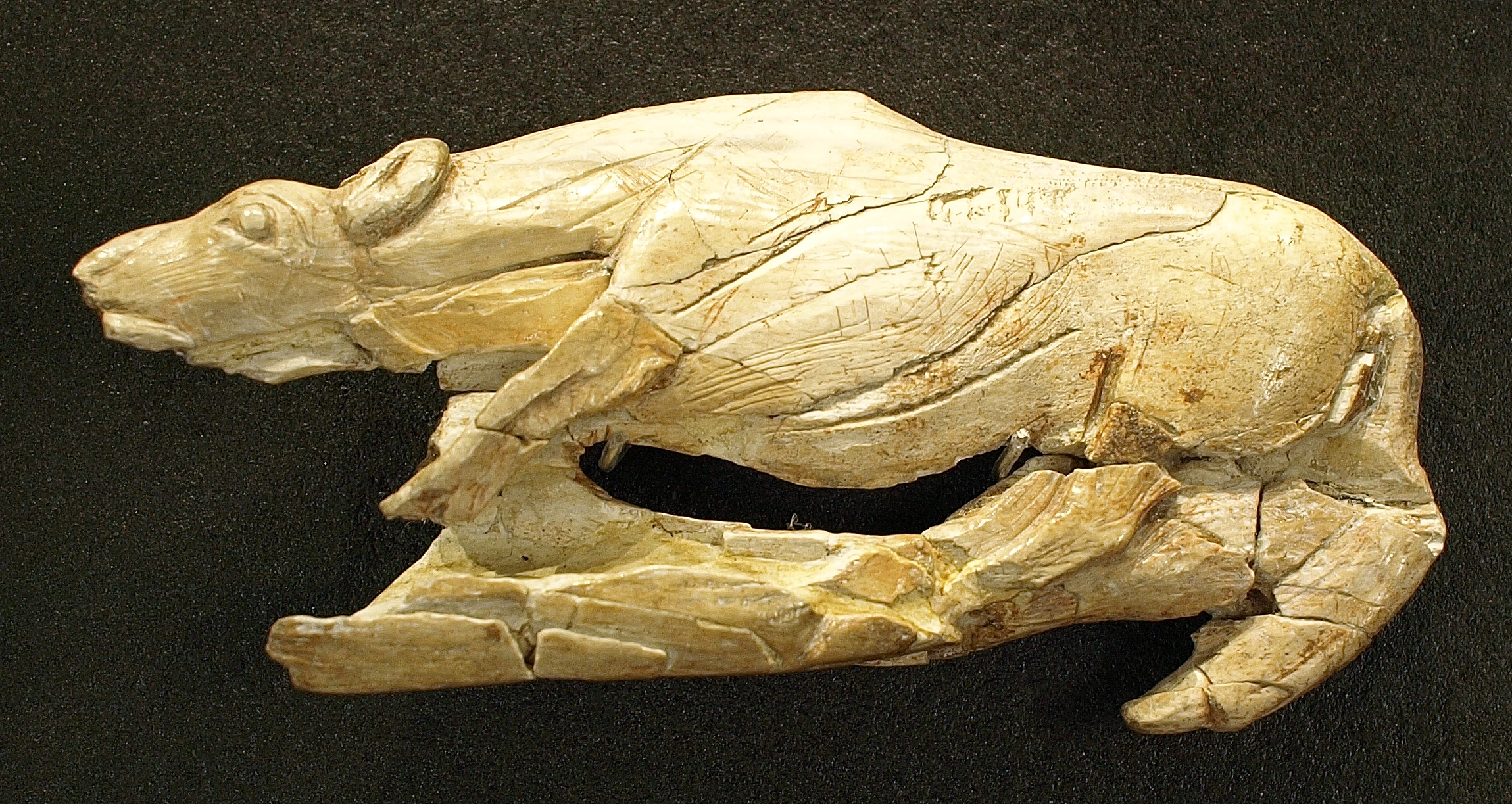
Propulseur « à la hyène rampante », bois de renne.
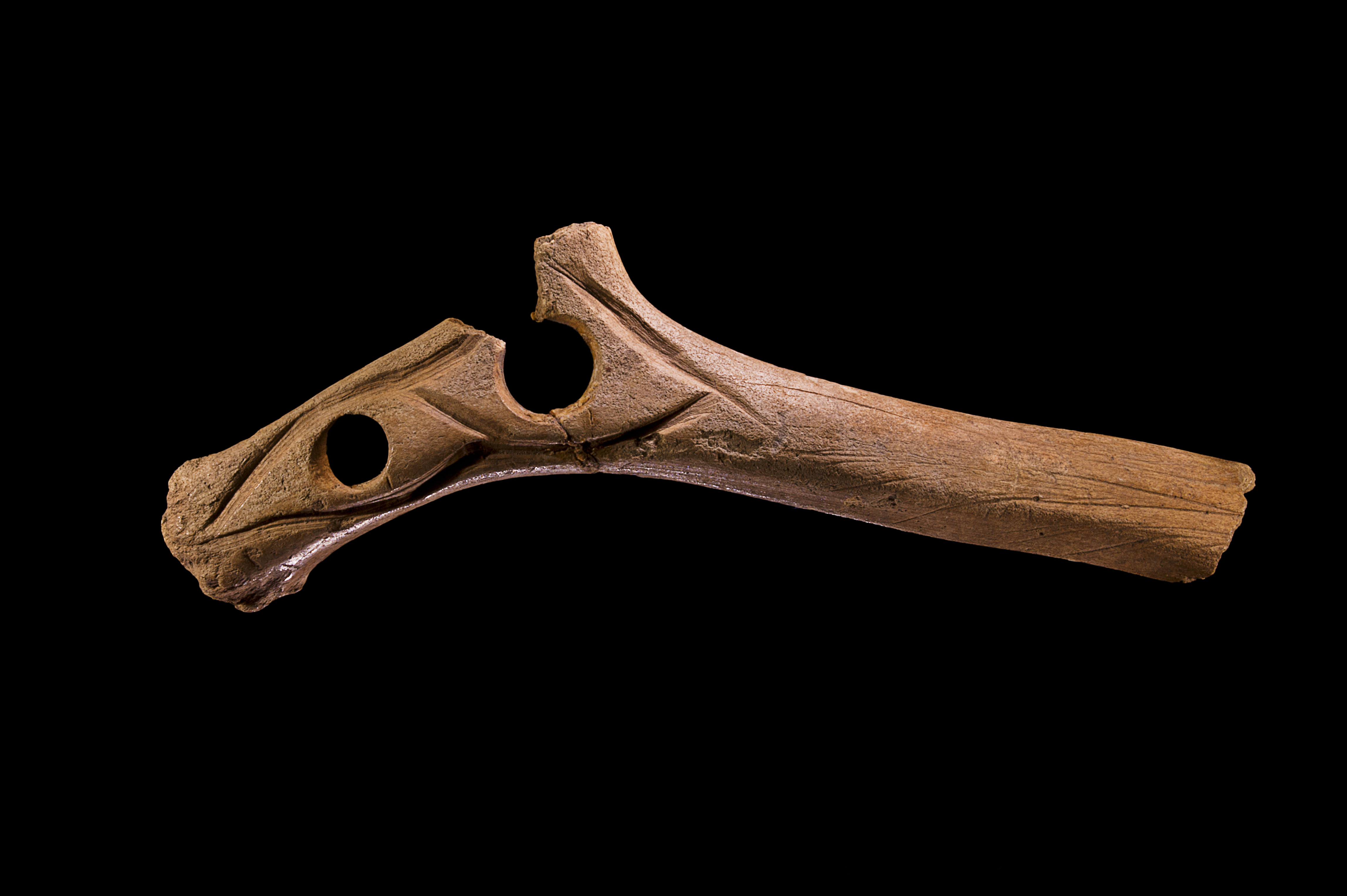
Bâton percé, collection Édouard Lartet - Muséum de Toulouse
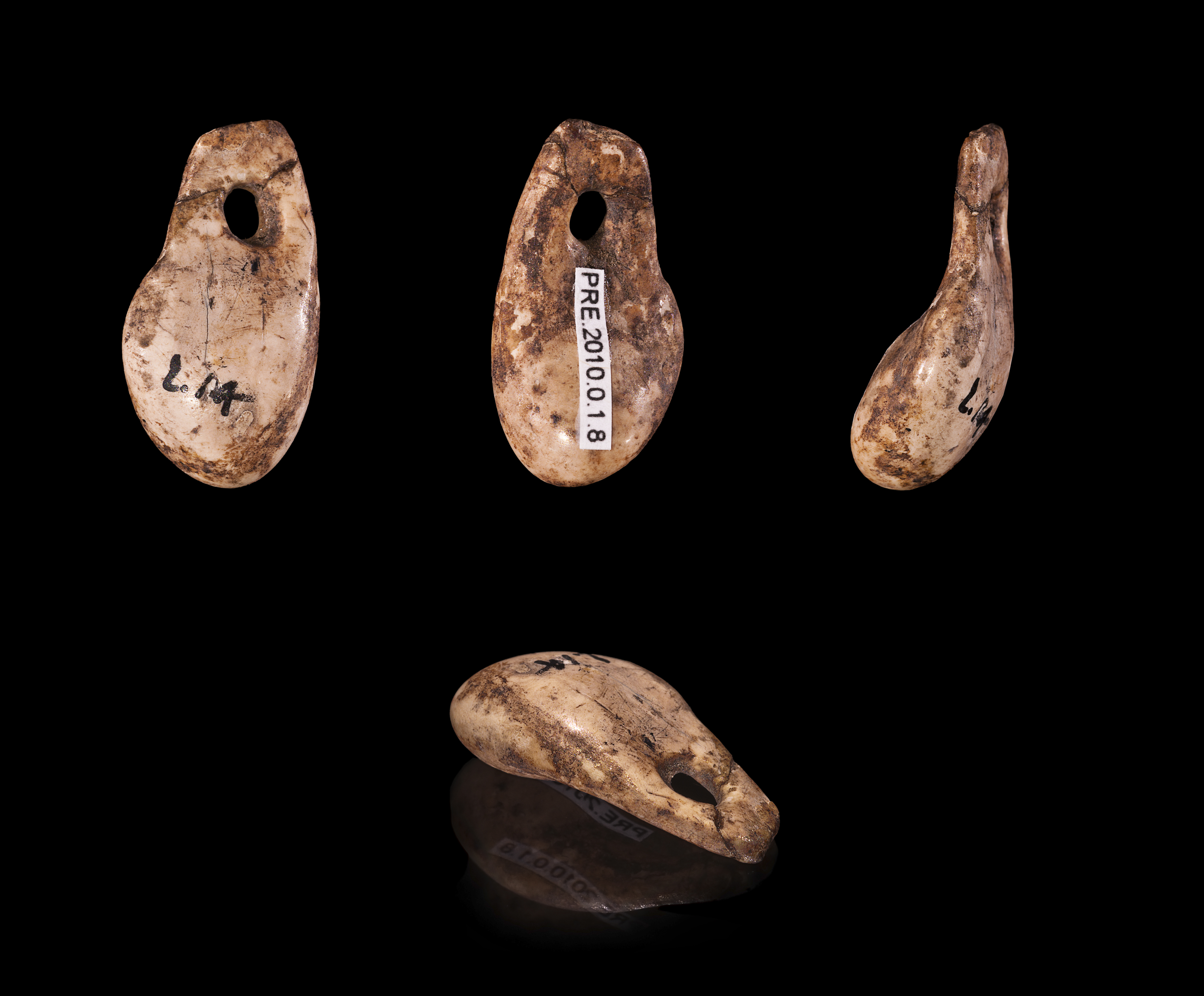
Dent percée pour parure – Muséum de Toulouse.

## Occupation médiévale
Le site fut occupé au Moyen Âge. Il reste comme témoignage de ce village troglodyte une église partiellement creusée dans la roche en milieu de falaise et les ruines d'un château qui dominait le site.
Cette occupation remonterait au IXe siècle. Les habitants auraient alors profité des abris naturels creusés dans la roche de la falaise pour construire leurs habitations. Contrairement aux habitations troglodytiques qui sont totalement construites dans la roche, le village de la madeleine était composé d'habitations semi-troglodytiques, c'est-à-dire basées sur le creux naturel de la roche mais complétées également par des constructions.
A l'écart du village, dans le premier abris rocheux, nommé abris de l'Est, se trouve un four banal. Il fut construit au XIIe siècle. Aujourd'hui, les propriétaires du site y font leur propre pain selon la technique médiévale.
Le château de Petit Marzac fut bâti au sommet de la falaise, au-dessus du village troglodytique par les comtes de Sireuil. La datation exacte de ce château est difficile à établir. Les historiens penchent pour une construction en deux temps puisque la présence d'une fenêtre de tir à double croisillon patté, orientée vers le sous-bois en direction de l'actuel parking du site touristique, indiquerait la première moitié du XIVe siècle. Alors que, la faiblesse de la logique défensive des éléments architecturaux de la partie nord, la maçonnerie et l’absence de canonnière plaideraient pour la première moitié du XIe siècle, soit avant la généralisation de l’artillerie. Ce château est composé d'une enceinte, d’environ 35 mètres sur 25 au Sud, le long de la falaise. Elle présente cinq pans au Nord, bordés par un fossé creusé dans le rocher. Au Nord-Ouest s’élève la tour St Martin. Après avoir appartenu à la famille de Sireuil, ce château fut acquis par la famille de Beynac qui le quittèrent à la suite d'un incendie en 1660. 
Une autre curiosité du village de la Madeleine est sa chapelle seigneuriale construite à flanc de falaise. Elle est dédiée à Sainte Marie-Madeleine et donne son nom au village ainsi qu'au site préhistorique. Elle est composée de deux parties. La première est romane et date du XIe siècle  complètement taillée dans la roche avec un sol en gros pavés et un autel orienté à l’est. La deuxième date du XIIe siècle, de style gothique avec des arcs brisés et des voûtes en croisées d’ogives.

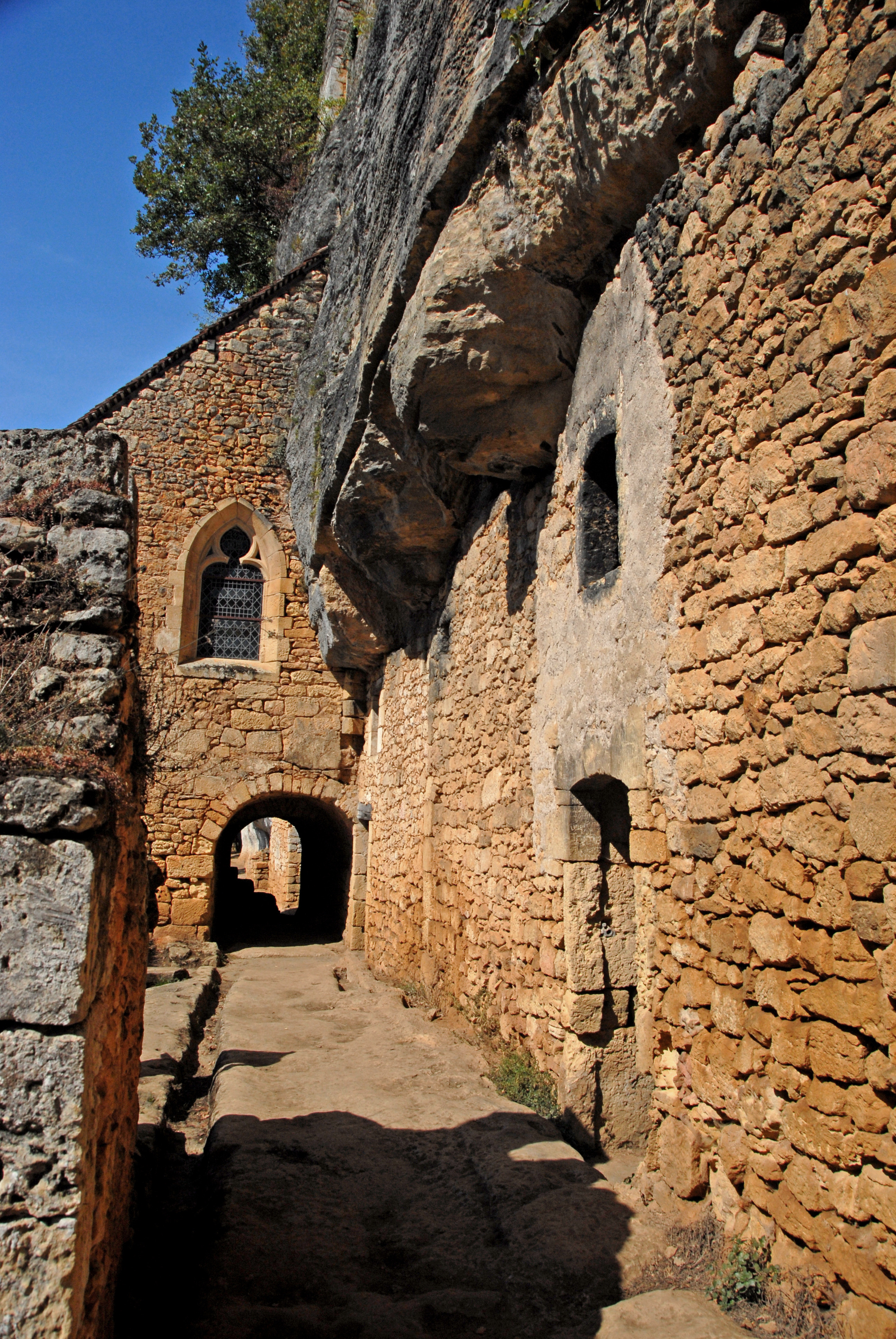
L'entrée de la chapelle Sainte-Madeleine
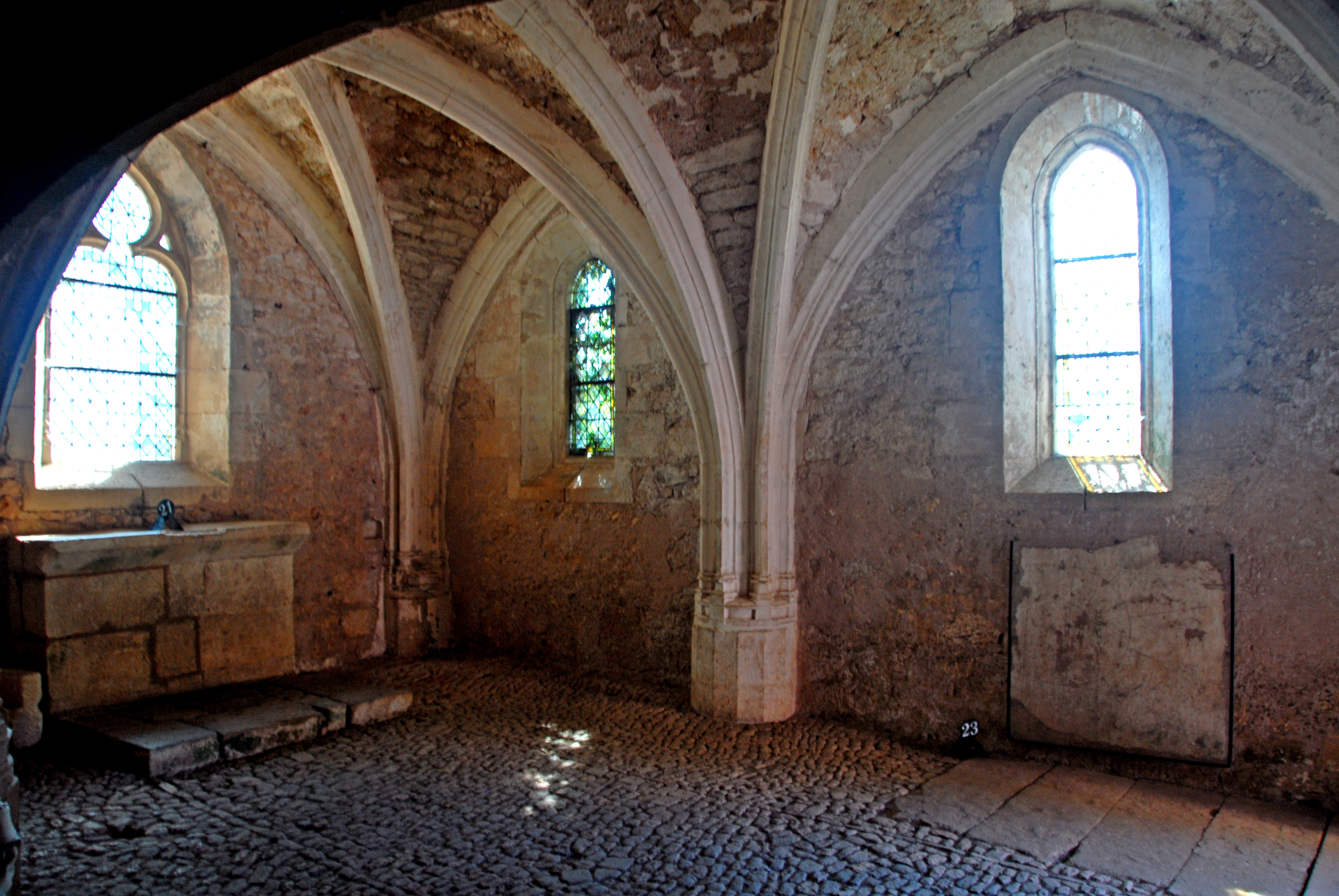
La nef de la chapelle Sainte-Madeleine
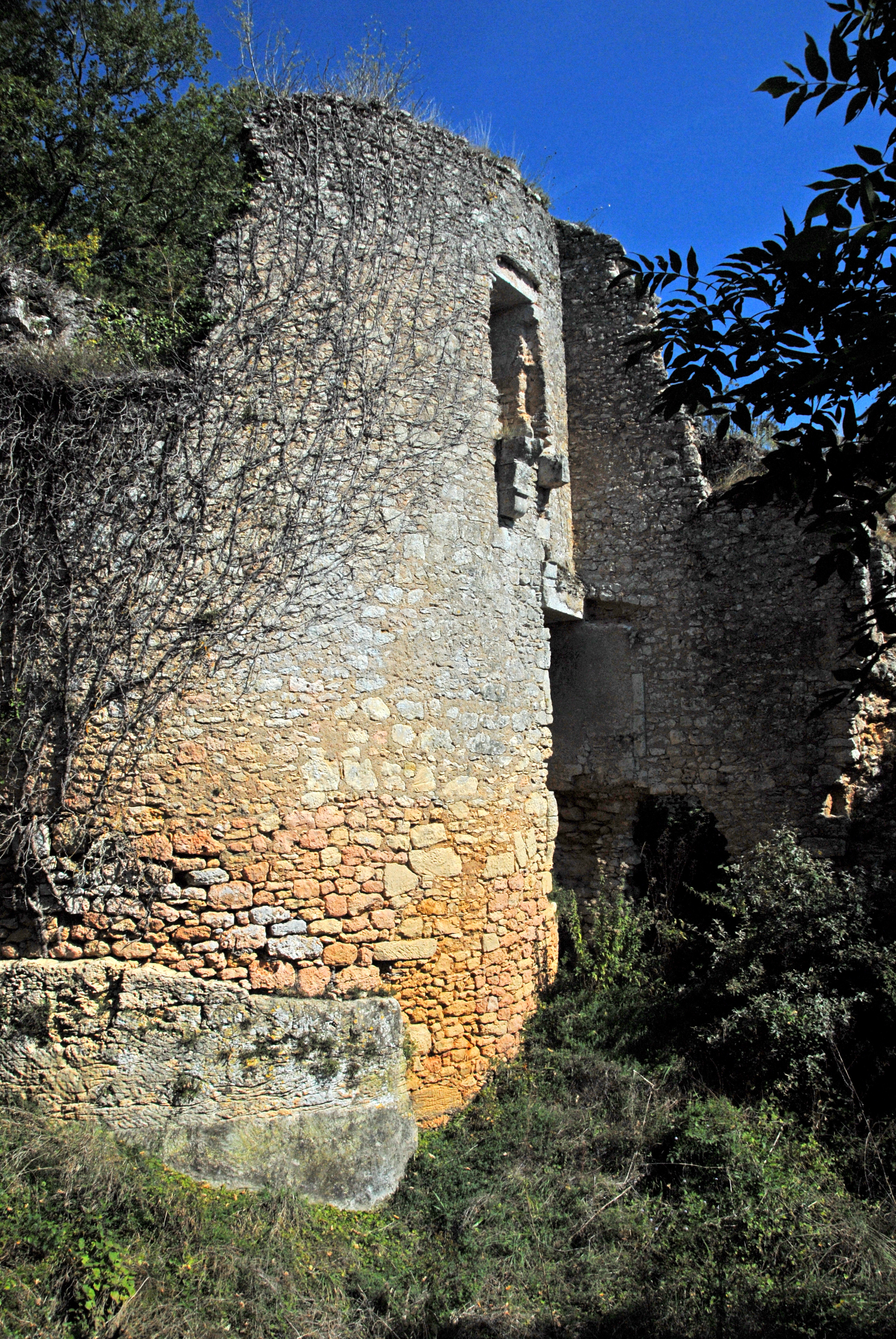
Le donjon de Petit Marzac

## Cinéma
En 2023, certaines scènes de la série télévisée Fortune de France ont été tournées à l'abri de la Madeleine.